# Cuore (film 1948)
Cuore è un film del 1948 diretto da Duilio Coletti.
Il film, ispirato al romanzo omonimo di Edmondo De Amicis, valse a Vittorio De Sica il Nastro d'argento al migliore attore protagonista. Lo stesso De Sica collaborò alla sceneggiatura e fu produttore associato del film.

## Trama
Il film è un lungo flashback, basato su una narrazione della Maestra dalla penna rossa. All'interno si snodano alcune vicende presenti nel libro di Edmondo de Amicis, concludendosi poi con l'amore sfortunato fra la narrante e il Maestro Perboni.

## Distribuzione
Il film venne distribuito nel circuito cinematografico italiano il 10 marzo del 1948.

## Accoglienza

### Incassi
Incasso accertato a tutto il 31 dicembre 1952: 163.750.000 lire dell'epoca.

## Riconoscimenti
- Nastro d'argento 1948 a Vittorio De Sica come migliore attore